# De sju samurajerna
De sju samurajerna (japanska: >七人の侍, Shichinin no samurai) är en japansk film från 1954, regisserad av Akira Kurosawa. Filmen anses vara en av de mest inflytelserika filmerna någonsin. Filmen har haft stor inverkan på filmskapare och dess berättelse återanvändes av John Sturges i filmen 7 vågade livet från 1960.

## Handling
Ett rövarband närmar sig en japansk bergsby. Eftersom de har plundrat byn vid tidigare tillfällen beslutar de sig för att återkomma när byborna hunnit bärga skörden om några månader. Rövarnas konversation har dock i hemlighet avlyssnats av en bybo, och denne berättar för de övriga byinvånarna vad som komma skall. Byborna kan inte enas om huruvida de frivilligt ska avstå sin skörd eller om de ska slå tillbaka. Byäldsten råder dem att slåss; till sin hjälp att försvara byn bör de hyra några samurajer. Då byn inte kan erbjuda annan betalning än mat bör de försöka hitta hungriga samurajer.
Efter viss tvekan inser byborna att de inte har något val och några av dem beger sig till staden. De har ingen framgång till att börja med, men hittar så småningom en samuraj, Kambei, som är villig att hjälpa dem. Denne plockar ihop ytterligare fem ronin (herrelösa samurajer), alla med sina speciella färdigheter. Dessa sex beger sig så av till byn. Gruppen åtföljs på avstånd av Kikuchiyo, en spelevink som påstår sig vara samuraj och vill ansluta till gruppen, men som Kambei tidigare avfärdat. När gruppen kommit fram till byn är den tom på folk; alla bybor har gömt sig av rädsla för samurajerna. Kikuchiyo lyckas dock få fram dem genom att ringa i byns alarmklocka; han skäller ut byborna och genom detta accepteras han bland samurajerna. De har nu blivit de sju samurajerna. 
Samurajerna börjar arbetet med att organisera byborna inför det förestående angreppet. De bygger palissader runt byn och lär byborna stridsteknik. När så rövarna hemsöker byn överraskas de av att finna den befäst. De försöker ta sig in men misslyckas. Nästa dag återvänder de; nu släpps rövarna in en och en i byn och kan på det sättet enkelt dödas. Slutligen är de flesta rövare döda; endast hövdingen finns kvar. Han har förskansats sig i ett av husen och därifrån skjuter han två av samurajerna. Den ene av dem är Kikuchiyo, som svårt sårad hinner döda rövarhövdingen innan han själv dör.
Medan de iakttar hur byborna glatt börjar arbeta med den kommande skörden, reflekterar de tre överlevande samurajerna över förhållandet mellan krigar- och bondeklassen. Trots att de har vunnit striden åt bönderna har de förlorat sina vänner. ”Återigen har vi förlorat slaget”, filosoferar Kambei. ”Bönderna har vunnit, inte vi.”

## Rollista (urval)
- Takashi Shimura - Kambei Shimada
- Toshiro Mifune - Kikuchiyo
- Yoshio Inaba - Gorobei Katayama
- Seiji Miyaguchi - Kyuzo
- Minoru Chiaki - Heihachi Hayashida
- Daisuke Kato - Shichiroji
- Isao Kimura - Katsushiro Okamoto
- Keiko Tsushima - Shino

## Övrigt
- Filmsajten IMDb:s läsare har röstat fram filmen till plats 20 på en lista över de 250 bästa filmerna genom tiderna.
- En Hollywood-version i western-tappning, 7 vågade livet (1960), i regi av John Sturges.